# Paraphasiopsis trinitatis
Paraphasiopsis trinitatis är en tvåvingeart som beskrevs av Thompson 1963. Paraphasiopsis trinitatis ingår i släktet Paraphasiopsis och familjen parasitflugor. Inga underarter finns listade i Catalogue of Life.